# 既製
| ウィキペディアには「既製」という見出しの百科事典記事はありません（タイトルに「既製」を含むページの一覧/「既製」で始まるページの一覧）。 代わりにウィクショナリーのページ「既製」が役に立つかもしれません。 |